# Ново-Крестики
Ново-Крестики или Новокрестики — исчезнувшая деревня в Оконешниковском районе Омской области России. Входила в состав Крестинское сельского поселения. Упразднена в 2008 г.

## География
Располагалась вблизи озера Моховое, в 6 км (по прямой) к северо-востоку от центра сельского поселения села Крестики.

## История
В советский период являлось отделением совхоза «Крестинский».

## Население
По результатам переписи 2002 г. в деревне отсутствовало постоянное население.